# Andrzej Kuncewicz
Andrzej Kuncewicz (ur. 13 lipca 1943 w Dołhinowie) – polski naukowiec, nauczyciel akademicki i działacz sportowy. Profesor doktor habilitowany inżynier nauk rolniczych.

## Życiorys
Pochodził z rodziny nauczycieli. W 1945 rodzina Kuncewiczów przeprowadziła się do Koła. W Kole ukończył szkołę podstawową i Liceum Ogólnokształcące im. Kazimierza Wielkiego. W okresie nauki w szkole podstawowej i średniej był członkiem tamtejszych drużyn harcerskich, a w liceum działał w kółku teatralnym i orkiestrze. Był także reprezentantem liceum w gimnastyce sportowej i piłce ręcznej. W 1961 zdał maturę i rozpoczął studia na Wydziale Mleczarskim Wyższej Szkoły Rolniczej w Olsztynie.
W 1966 ukończył studia i podjął pracę jako asystent w Katedrze Technologii Mleczarskiej Wyższej Szkoły Rolniczej w Olsztynie. Od 1971 pracował w Zespole Chemii i Analizy Mleka Instytutu Fizyki i Chemii Żywności. W 1972 uzyskał stopień doktora nauk technicznych. W 1995 uzyskał stopień doktora habilitowanego nauk rolniczych w zakresie technologii żywności i żywienia. Od 1999 pracował jako profesor nadzwyczajny w Katedrze Towaroznawstwa i Badań Żywności Uniwersytetu Warmińsko-Mazurskiego.
W 2006 uzyskał tytuł profesora nauk rolniczych. Od 2009 pracuje jako profesor zwyczajny w Katedrze Towaroznawstwa i Badań Żywności, Wydział Nauki o Żywności. Pełnił także m.in. funkcję zastępcy dyrektora Instytutu Towaroznawstwa i Oceny Jakości, kierownika Katedry Analiz Instrumentalnych i członka Senatu Akademickiego.
Jest członkiem założycielem Polskiego Towarzystwa Technologów Żywności, pełnił też funkcję prezesa olsztyńskiego oddziału tej organizacji. Działał w Zarządzie Okręgowego Związku Piłki Siatkowej w Olsztynie.
Jego dorobek naukowy obejmuje ponad 170 pozycji, w tym m.in. 5 skryptów i podręczników akademickich. Koncentruje się wokół zagadnień jakości, trwałości i bezpieczeństwa produktów i surowców spożywczych.

## Odznaczenia
Odznaczony Złotym Krzyżem Zasługi i odznaką honorową „Zasłużony dla Warmii i Mazur”. Otrzymał także m.in. złoty laur Uniwersytetu Warmińsko-Mazurskiego, srebrną odznakę Polskiego Związku Piłki Siatkowej, Medalion św. Jakuba przyznawany przez Radę Miasta Olsztyna oraz wieloma nagrodami rektorskimi.

## Życie prywatne
Żonaty z Heleną Panfil-Kuncewicz, profesorem zwyczajnym w Katedrze Mleczarstwa i Zarządzania Jakością Uniwersytetu Warmińsko-Mazurskiego. Wychowali córkę Annę Helenę.